# Göhrde
Göhrde är en kommun och ort i Landkreis Lüchow-Dannenberg i förbundslandet Niedersachsen i Tyskland. De tidigare kommunerna Bredenbock, Dübbekold, Göhrde, Govelin, Plumbohm, Sarenseck, Schmardau, Schmessau, Tollendorf och Wedderien uppgick i Göhrde den 1 juli 1972.
Kommunen ingår i kommunalförbundet Samtgemeinde Elbtalaue tillsammans med ytterligare nio kommuner.